# کریستینا فردا
کریستینا فردا (انگلیسی: Krystyna Freda؛ زادهٔ ۱ نوامبر ۱۹۹۳) بازیکن فوتبال اهل ایالات متحده آمریکا است.
وی همچنین در تیم ملی فوتبال Cyprus بازی کرده‌است.